# アクションヒロイン チアフルーツ
『アクションヒロイン チアフルーツ』（Action Heroine Cheer Fruits）は、ディオメディア制作による日本のオリジナルテレビアニメ作品。TBSテレビでは2017年7月より9月まで、BS-TBSほか衛星放送においては同年10月まで放送された。
ご当地ヒロインを題材とした作品であり、本編や予告には数々の特撮作品やアニメ作品などをネタにしたオマージュがふんだんに盛り込まれている。また、サブタイトルも特撮作品やアニメ作品のタイトルをもじったものになっている。
声優ユニット「トキメキ感謝祭」が全員出演している。

## あらすじ
全国各地で地域おこしのためのご当地ヒロインが話題となり、政府もその活動の助成に乗り出した世界。その流れに完全に乗り遅れ、唯一有名ご当地ヒロインがいない都道府県となってしまった万葉県（）。その陽菜野市（）に住む高校生の少女・城ヶ根御前は、活気に乏しい街の現状を何とかしたいと常々考えていたが、ある日子供たちの前で大人気のご当地ヒロイン・超天界カミダイオーのショーを手作りで演じる赤来杏と黄瀬美甘を目撃して2人に声をかけ、かねてから温めていた陽菜野市にご当地ヒロインを生み出す「陽菜野市アクションヒロインプロジェクト」を実行に移していく。
学内の告知で集まった緑川末那と青山元気、御前の役に立ちたいといつも考えている黒酒路子を仲間に加えた御前たちは、カミダイオーをオマージュしたご当地ヒロイン・最強戦士カジュダイオーのショーを実施する。杏をライバル視する紫村果音の妨害も受けたが、ショー内での激闘の果てに和解し、ある程度の注目を集めることに成功する。しかし、その矢先にカミダイオーを擁する神在市（）から著作権侵害の抗議書が届いたため、ショーは中止を余儀なくされる。
御前はこれを好機と考え、真似事ではない陽菜野市オリジナルのご当地ヒロインを立ち上げる時だと宣言する。そのコンセプトについて全員で意見を出し合った結果、陽菜野市の特産物でありながら市が宣伝に熱を入れていないフルーツを題材にすることが決定される。チーム名を「陽菜野をフルーツで応援する」という意味を込めたチアフルーツに決めた御前たちは、元アイドルの青山勇気と御前に憧れる桃井はつりを仲間に加えると、陽菜野市のご当地ヒロイン・聖果戦士ヒナネクターを、そして陽菜野市を全国へ発信するために奮闘する。

## 登場人物

### チアフルーツ
陽菜野市のご当地ヒロインを作って陽菜野市を活性化させるために、御前が中心となって結成したアクションヒロインチーム。途中で転校してきた果音を含め、メンバー全員が女子校の陽菜野高校の生徒で構成される。ご当地ヒロインの演目は『聖果戦士ヒナネクター』。陽菜野駅構内の廃止になったプラットホームにステージを、線路跡に観客席を作って活動拠点にしている。
城ヶ根 御前（しろがね みさき）
声 - M・A・O
3年生で、生徒会長。誕生日は8月9日。
本作の主人公のひとり。『陽菜野市アクションヒロインプロジェクト』の仕掛け人で、チアフルーツのリーダー格。陽菜野市の観光親善大使でもある。実家は陽菜野でも指折りの大地主。路子からは「キャプテン」、杏からは「キャップ」、はつりからは「ごぜん様」と呼ばれている。
陽菜野市の市長を務め、市の活性化に尽力するも志半ばで死去した祖父の遺志を継いで陽菜野市に活気を取り戻し、取り壊しが囁かれる祖父との思い出が詰まった陽菜野市文化会館を観客でいっぱいにするため、陽菜野市のご当地ヒロインを立ち上げることを決意。偶然手作りのカミダイオーショーを開いていた杏と美甘を目撃し、二人を誘う。
舞台では司会進行を務め（第7話以降は美甘に役割を譲る）、さらにプロデューサーとして公演の一切を取り仕切る。
中学在学時はテニス部のキャプテンを務め、容姿端麗にして文武両道に秀でた才女だが、肝心な場面で自身に降りかかる不幸のために結果が伴わない、いわゆる「持ってない」少女（中学での苦い経験から高校入学後は路子の誘いを断りテニスを辞めてしまった）。当人もそれを自覚しており、自身が司会以外の役で出演することは意識的に避けていたが、隣町の城美ヶ丘大花火大会に合わせた特別公演のハプニングを乗り切るため、急遽白金（しろかね）の戦士プラチナムとして飛び入り参加。陽菜野市文化会館の公演直前に（陽菜野市文化会館の取り壊しが前倒しで可決されていた事から）自分がいると公演が成功しないと考えて姿を消すが、インターネット配信を見た際、公演に込められたメンバー8名の想いを受け止め、トラウマから逃げずに自分と向き合うことを決意。公演に駆け付け、アテナプラチナムとして舞台に立つ。
赤来 杏（あかぎ あん）
声 - 伊藤美来
2年生で、新体操部所属。誕生日は3月5日。
本作の主人公のひとり。中学時代から新体操界で女王に君臨するほどの選手だったが、一方で大の特撮好きであり、「伝説の特撮番組の再放送をリアルタイムで観たいが、そのような浮ついた気持ちを持って新体操を続けるのは新体操に失礼だから」という理由で、現在は競技から離れている。特撮の台詞に聞くと実力以上の能力を発揮する。実家は医院。
新体操で培った軽く素早い身のこなしが最大の武器で、アクションに関しては全国レベルと評されている。一方で壊滅的な音痴だが、口パクに頼ることなく、特訓を経てショーでは生で歌っている。
『カミダイオー』では主役のカミダイオーを、『カジュダイオー』ではカジュダイオーを、『ヒナネクター』ではメディカレッドを演じる。
黒酒 路子（くろき ろこ）
声 - 村川梨衣
3年生で、生徒会副会長。誕生日は10月14日。
中学時代はテニス部で、御前のチームメイト。御前とは同い年にも関わらず中学の部活以来、彼女の事をほとんど呼び捨てにせず「キャプテン」と呼んでいる。テニス部のエースとして成績が振るわない御前の穴を埋める活躍を見せていたが、結果に出ない御前の本当の実力と結果が伴わない苦悩を知っており、陰からこっそりと御前の力になれればいいと考えている。ご当地ヒロイン活動に関しても当初は陰から見守るスタンスだったが、父（声 - 高橋伸也）の言葉を受けて御前たちに合流する。
鉄道オタクであり、父が駅長を務めている陽菜野駅の傍らに置いてある列車の廃車体を改装して自室にしている。会話の節々に鉄道ネタを挟むので、時に一般人には理解不能で引かれることもある。
『カジュダイオー』ではジョロッチ王、『ヒナネクター』ではロコモブラックといった悪役を演じる。
黄瀬 美甘（きせ みかん）
声 - 山崎エリイ
2年生。誕生日は12月3日。チアフルーツの名付け親。杏からは「ミカピョン」と呼ばれている。
陽菜野市にやってくる予定だったカミダイオーショーの中止で落ち込む妹・柚香を元気づけるためにカミダイオーを見せると言ってしまい、悩んだ末に杏に持ちかけて手作りのカミダイオーショーを開催、これが御前の目に留まり、ご当地ヒロイン計画の土台となる。胸が大きいと言われている。
杏ほどではないが身のこなしは軽い反面、他のメンバーより頑丈ではなく、身体は常に湿布やバンソウコウだらけである。元チアリーディング部所属だったが、あがり症で人前では声が小さくなってしまうため、部では補欠だった。また他人の意見（ネット上でも「地味」「影が薄い」などと言われている）や顔色を気にするあまりに自分の容姿やスキルに自信が持てず、一時はそれをきっかけにスランプに陥るが、メンバーの激励を受けてスランプを克服する。子供が大好きでとても面倒見が良く、子供を喜ばせることを考えるといつも以上の実力を発揮することができるが、一方で相手を喜ばせることを後先考えずに口走ってしまう癖があり、「やっちゃったぁ」と後悔する。実家はレモン農家。シナリオを担当し、第7話以降は司会進行を御前から引き継ぐ。
『カミダイオー』では悪役のロッチ王を、『カジュダイオー』では戦闘員を、『ヒナネクター』ではチアイエローを演じる。
青山 勇気（あおやま ゆうき）
声 - 石田晴香
青山姉妹の双子の姉で、2年生。誕生日は11月1日。杏からは「勇さん」、路子からは「青山姉」と呼ばれている。
アイドルユニット『赤坂66（あかさかろくじゅうろく）』に所属していたが、アイドル活動を止めて陽菜野市に帰ってくる。妹想いの真面目で優しい性格が災いし、アイドル活動で挫折して自信を失っていたが、元気の励ましで吹っ切り、チアフルーツに参加する。ネガティブな妄想をしてしまう癖がある。
舞台では高い歌唱力とダンスのスキルを活かして、歌の振り付けを担当。さらにオリジナルソングの作詞も手掛け、歌唱時にはセンターを務める。陽菜野市に帰ってきた現在でも、アイドル時代のトレーニングや食事制限は続けている。実家は美容室。
『ヒナネクター』では、陽菜野市の姉妹都市のメキシコ・クエルナバカ市から来た追加戦士・セインブルーを演じる。
青山 元気（あおやま げんき）
声 - 石田晴香
青山姉妹の双子の妹で、2年生。誕生日は11月1日。眼鏡っ子。杏からは「元さん」、路子からは「青山妹」と呼ばれている。
電脳同好会所属で、杏と美甘が企画した手作りのカミダイオーショーに杏の依頼を受けてBGM制作という形で参加。その後、学内の告知を見て末那と同時期にチアフルーツに参加する。音響・照明・特殊効果を担当。オリジナルソングの作曲も手掛ける。第8話以降は演出も担当し、杏たち演者に対して厳しい演技指導を行う。
幼いころは勇気とともにアイドルを目指していたが、足を怪我して左足が不自由になったためにその夢に見切りをつける。杖を使えば自分の足で移動できるが、普段はWHILL社のModel Aに酷似するパーソナルモビリティに乗り、移動している。勇気との容姿の違いは眼鏡以外は髪の編み込みの位置とそれを結ぶリボンの色だけであり、眼鏡を外すと勇気と間違われるほどよく似ている。
勇気に並ぶくらいの歌唱力を持っているが決して表に出ようとはせず、チアフルーツでは完全に裏方に徹している。しかし陽菜野市文化会館の公演では、御前の計らいで最後に皆と一緒のステージに立ち、勇気とともにセンターで歌を披露している。
思ったことはオブラートに包まずはっきりと言う性格のために時として辛辣な物言いになることがあり、杏からは「鬼の元さん」と評されている。一方で若干照れ屋な面もある。
緑川 末那（みどりかわ まな）
声 - 広瀬ゆうき
2年生。誕生日は4月8日。杏からは「まななん」と呼ばれている。
裁縫技術やイラストの画力に長け、作るのも着るのも大好きな生粋のコスプレイヤー。舞台小道具や衣装のデザイン・製作を担当する。金欠で金儲けのことを常に考えており、グッズの企画・製造依頼も担当する。実家はお寺で、仏教用語をよく口にする。
人当たりがよく前向きな性格であり、皆に内緒でこっそり作った新作グッズを確実に売り出したいという隠れた本意があったとはいえ、神栖真心との対談とその後のステージのミス連発でメンバーの半数以上がモチベーションを喪失したチアフルーツの窮地を救う（結局本意はばれてしまうが、チアフルーツは前向きさを取り戻した）。
『カジュダイオー』では戦闘員を、『ヒナネクター』ではテラグリーンを演じる。
桃井 はつり（ももい はつり）
声 - 豊田萌絵
チアフルーツ唯一の1年生で、演劇部に所属。誕生日は9月20日。
御前の実家と縁の深い建設会社「桃井建設」の跡取り娘。一人称はボク。御前からは「はーちゃん」、杏からは「はつりん」、桃井建設の社員たちからは「次期社長」と呼ばれている。
御前のことは、幼少時代に初めて出会った時から憧れており、「ごぜん様」と呼んで慕っている。御前たちのご当地ヒロイン活動を最初からずっと見てきており、憧れている御前の役に立ちたいと、自身のチアフルーツへの加入を猛アピールする。
小学生の時点ですでに危険物取扱者の資格を所持しており、クレーンを用いてのワイヤーアクションもお手のもの、さらに「800くらいの仮面を持つ」と評されるほどの卓越した演技力の持ち主であり、元気が「チートキャラ」と形容するほどチアフルーツにうってつけの人材だが、御前を前にすると舞い上がってしまい、いいところを見せようとして失敗してしまう。チアフルーツ加入のための1度目のテストでも火薬を大量に使いすぎて失敗するが、そこで諦めることなく、見習いを経て2度目のテストで合格し、正式にチアフルーツの一員となる。
『ヒナネクター』では2人目の追加戦士・ニトロピンクを演じる他、元気とともに特殊効果を担当する。
紫村 果音（しむら かのん）
声 - 白石晴香
良家のお嬢様で、高校2年生。万葉県内屈指のお嬢様学校とされる姫百合女学園に通っていたが、途中で御前や杏たちが通う陽菜野高校に転校する。杏からは「ムラムラちゃん」と呼ばれている。誕生日は6月6日。
杏の中学時代の新体操のライバルで、中学時代から常に杏に負け続けた上、杏が自分に勝ったまま新体操界から姿を消したことへの怒りから杏へのライバル心を一層強めており、杏が絡む御前たちの活動を家の権力を使って妨害する。最初はご当地ヒロイン活動に打ち込む杏の真意を図りかねていたが、ある時、雨を気にして演技に身が入らない杏に業を煮やしてステージに乱入。杏と迫真の殺陣を演じ、これをきっかけに、ステージ上で杏と競うという目的を見出し、転校と同時にチアフルーツに参加する。
元気いわく「天性の悪役」で、『ヒナネクター』でも悪役・ディープパープルを演じるが、杏に負けず劣らずの身軽さを持ち、また杏への強烈なライバル心も相まって、杏とのアクションシーンは周囲の評価が非常に高い。

### ジンジャーズ
神在市のアクションヒロインチーム。演目の『超天界カミダイオー』はご当地ヒロインランキングの不動の1位を長期にわたり君臨し、全国的な人気を誇る。『カミダイオー』は第1話時点で最終回を迎え、その後続編の『超神天界カミダイオーRX』が始まっており、こちらも不動の1位を保っている。
神栖 真心（かみす まこ） / カミダイオー
声 - 渕上舞
ジンジャーズのメンバーで、主役のカミダイオーを演じる。第10話でご当地ヒロインランキング番組の対談企画のために陽菜野市を訪れ、チアフルーツと対面する。
普段は明るく茶目っ気もあるが、ショーに関しては常に客を楽しませることを第一に考え、日々努力と研鑽を怠らない。『ヒナネクター』の公演もチェックしており、公演内容や台詞も頭に入っている。またファンとしてサインを求める杏に対し、「あなたと私は（ご当地ヒロインとしての）ライバルだから」とやんわり断るなど、ご当地ヒロインとしてプロフェッショナルに徹しており、その姿勢はご当地ヒロインのトップに立つ者として圧倒的な実力とプロ意識を見せつけられたチアフルーツのメンバーは一時スランプに陥ってしまう。

### その他
黄瀬 柚香（きせ ゆずか）
声 - 水谷麻鈴
美甘の妹。年齢は6歳。カミダイオーが大好きで、さくら祭りのカミダイオーショーが中止になったことを美甘から聞いて泣き出してしまい、それを見た美甘は『私がカミダイオーを見せる』と言ってしまう。その後も姉が出演するショーに観客として登場している。
金城 一美（きんじょう かずみ）
声 - ブリドカットセーラ恵美
御前の叔母で、万葉県の知事。御前の祖父・大蔵が造った陽菜野市文化会館の取り壊しを阻止したければ、陽菜野市のご当地ヒロインを生み出し、半年以内に会館の大ホール（収容人員3000人）を満席にするイベントを開催してみせるように御前に通告する。
城ヶ根 大蔵（しろがね だいぞう）
声 - 斧アツシ
故人。御前の祖父で、陽菜野市の元市長。市民の交流の場として陽菜野市文化会館を造る。文化会館は満員にするイベントを誘致できずに後年「負の遺産」と呼ばれるが、自身は文化会館とセットでまだブーム到来前のご当地ヒロインを陽菜野市に誕生させて地域を盛り上げようと考えており、そのための視察も行っている。
5年前の御前の誕生日に倒れ、その数日後に逝去。この出来事は御前にとってトラウマとなっており、自分が周囲に不幸をもたらしてしまう疫病神だと考える要因となっている。

## スタッフ
- 監督 - 草川啓造[2]
- シリーズ構成 - 荒川稔久[2]
- キャラクターデザイン - 井出直美[2]
- 美術設定 - 高橋麻穂
- 美術監督 - 松下佳香
- 色彩設計 - 林由稀
- カミダイオーデザイン - 宮澤努
- プロップデザイン - 小川茜、槙田路子
- 撮影監督 - 伊藤康行
- 編集 - 小島俊彦
- 音響監督 - 飯田里樹
- 音楽 - 水谷広実[2]
- 音楽制作 - 日本コロムビア
- 音楽プロデューサー - 植村俊一、豊田充弘
- プロデューサー - 村上仁之、植村俊一、相島豪太、宮城惣次、関川裕之、劉正真、吉川敦史、川島誠一、溝口大悟、中目孝昭、白石玉貴
- アニメーションプロデューサー - 天野翔太
- アニメーション制作 - ディオメディア[2]
- 製作協力 - 日本コロムビア、GYAO、クロックワークス、ディオメディア、ホビーマックスジャパン、レイ、グロービジョン、日音、プロダクション・エース
- 製作 - チアフルーツ製作委員会、TBS

## 主題歌
オープニングテーマ
「超天界カミダイオー」（第1話）
作詞 - 荒川稔久 / 作曲 - 渡辺宙明 / 編曲 - 片山修志 / 歌 - カミダイオー（渕上舞）
「情熱☆フルーツ」（第2話 - 第11話）
作詞・作曲 - 武田城以 / 編曲 - 藤澤健至 / 歌 - トキメキ感謝祭［城ヶ根御前（M・A・O）、赤来杏（伊藤美来）、黒酒路子（村川梨衣）、黄瀬美甘（山崎エリイ）、緑川末那（広瀬ゆうき）、青山勇気・元気（石田晴香）、桃井はつり（豊田萌絵）、紫村果音（白石晴香）］
第5話からは、最後にナレーションが追加されている。
第12話では、インストゥルメンタル版と併用し挿入歌として使用された。

エンディングテーマ「陽の当たる場所」（第2話 - 第12話）
作詞 - Funta7 / 作曲・編曲 - 藤澤健至
Roko Main Version（第2話）
歌 - トキメキ感謝祭 featuring 黒酒路子（村川梨衣）、城ヶ根御前（M・A・O）、赤来杏（伊藤美来）
Kanon Main Version（第3話）
歌 - トキメキ感謝祭 featuring 紫村果音（白石晴香）、赤来杏（伊藤美来）、黄瀬美甘（山崎エリイ）
An Main Version（第4話）
歌 - トキメキ感謝祭 featuring 赤来杏（伊藤美来）、黄瀬美甘（山崎エリイ）、黒酒路子（村川梨衣）
Yūki Main Version（第5話）
歌 - トキメキ感謝祭 featuring 青山勇気（石田晴香）、緑川末那（広瀬ゆうき）、紫村果音（白石晴香）
Hatsuri Main Version（第6話）
歌 - トキメキ感謝祭 featuring 桃井はつり（豊田萌絵）、赤来杏（伊藤美来）、城ヶ根御前（M・A・O）
Mikan Main Version（第7話）
歌 - トキメキ感謝祭 featuring 黄瀬美甘（山崎エリイ）、黒酒路子（村川梨衣）、紫村果音（白石晴香）
Genki Main Version（第8話）
歌 - トキメキ感謝祭 featuring 青山元気（石田晴香）、城ヶ根御前（M・A・O）、桃井はつり（豊田萌絵）
Misaki Main Version（第9話）
歌 - トキメキ感謝祭 featuring 城ヶ根御前（M・A・O）、黒酒路子（村川梨衣）、緑川末那（広瀬ゆうき）、紫村果音（白石晴香）
Mana Main Version（第10話）
歌 - トキメキ感謝祭 featuring 緑川末那（広瀬ゆうき）、赤来杏（伊藤美来）、青山勇気（石田晴香）、桃井はつり（豊田萌絵）
Hinanectar Version（第11話）
歌 - トキメキ感謝祭 featuring 赤来杏（伊藤美来）、黄瀬美甘（山崎エリイ）、緑川末那（広瀬ゆうき）、青山勇気（石田晴香）、桃井はつり（豊田萌絵）
Special Version（第12話）
歌 - トキメキ感謝祭［城ヶ根御前（M・A・O）、赤来杏（伊藤美来）、黒酒路子（村川梨衣）、黄瀬美甘（山崎エリイ）、緑川末那（広瀬ゆうき）、青山勇気・青山元気（石田晴香）、桃井はつり（豊田萌絵）、紫村果音（白石晴香）］

挿入歌
「紡いでくメモリー」（第4話）
作詞 - KOCHO / 作曲・編曲 - 片山修志 / 歌 - 青山勇気（石田晴香）
「LOVE DIVE」（第5話）
作詞 - 藤本スミレ / 作曲 - 水谷広実 / 編曲 - 高山淳 / 歌 - トキメキ感謝祭［城ヶ根御前（M・A・O）、赤来杏（伊藤美来）、黒酒路子（村川梨衣）、黄瀬美甘（山崎エリイ）、緑川末那（広瀬ゆうき）、青山勇気・青山元気（石田晴香）、桃井はつり（豊田萌絵）、紫村果音（白石晴香）］
「ハッピー♡Summer Girl」（第5話）
作詞・作曲・編曲 - Funta7 / 歌 - 青山勇気・青山元気（石田晴香）

## 各話リスト
| 話数     | サブタイトル                                     | 脚本       | 絵コンテ          | 演出              | 作画監督 | 総作画監督                                 |
| -------- | ------------------------------------------------ | ---------- | ----------------- | ----------------- | --- | ------------------------------------------ |
| STAGE 1  | いきなり超天界！                                 | 荒川稔久   | 草川啓造 宮澤努   | 尋田耕輔          | 小澤円 本田創一 丸山修二 陣内美帆 YU BONGHYUN 飯塚葉子 上野卓志                                                               | 井出直美松 本麻友子 小川茜                 |
| STAGE 2  | 普通の【ろこ】がヒロインやってみてもいいんだけど | 荒川稔久   | 青山弘            | 井畑翔太          | Yu min zi Han Se Hwan 紺野美喜 徳永さやか 福田佳太 石丸史典 野村治嘉                                                          | 井出直美松 本麻友子                        |
| STAGE 3  | 大暇人カノン                                     | 荒川稔久   | 久慈悟郎          | 久慈悟郎          | 宮澤努 丸山修二 本田創一 小澤円 望月俊平 Yu Bonghyun synod                                                                    | 井出直美松 本麻友子 小川茜                 |
| STAGE 4  | ゼロから始めるアクションヒロイン                 | 大知慶一郎 | 本多美乃          | 本多美乃          | 本多美乃 紺野美喜 野村治嘉 Lee Seongjae Kim Suho Kim Jeongcheol Han Se Hwan                                                   | 井出直美松 本麻友子 小川茜                 |
| STAGE 5  | ぷろじぇくと・ぶる〜                             | 林壮太郎   | 島津裕行          | 久慈悟郎 飛田剛   | 徳永さやか 紺野美喜 小澤円 陣内美帆 丸山修二 本田創一 Han Se Hwan Kim Bongduck 井上高宏 飯塚葉子                              | 井出直美松 本麻友子 小川茜                 |
| STAGE 6  | 爆発天使はつりちゃん                             | 玉井☆豪    | 稲垣隆行          | 尋田耕輔          | 紺野美喜 徳永さやか 槙田路子 石丸史典 野村治嘉 上野卓志 陣内美帆 小澤円 井上高宏 Yu min zi Park Yu Mi Ryu Joong Hyeon         | 井出直美松 本麻友子 小川茜                 |
| STAGE 7  | がんばれ!!ミカピョン                             | 荒川稔久   | 島津裕行          | 山本陽介          | 紺野美喜 徳永さやか 槙田のりこ 石丸史典 野村治嘉 丸山修二 井上高宏 Synod                                                      | 井出直美松 本麻友子 小川茜                 |
| STAGE 8  | 青山妹、演出はじめるってよ                       | 林壮太郎   | 久慈悟郎          | 久慈悟郎          | 徳永さやか 槙田のりこ 石丸史典 野村治嘉 小澤円 丸山修二 陣内美帆 井上高宏 是本晶 高橋徳詔 Synod                               | 井出直美松 本麻友子 小川茜                 |
| STAGE 9  | 白銀の本気（ぎんのマジ）〜Silver Serious〜       | 大知慶一郎 | 井畑翔太          | 井畑翔太          | 井畑翔太 Kim Bongdeok Lee Seongjae Hong Kyeongcheon                                                                           | 井出直美松 本麻友子 小川茜                 |
| STAGE 10 | さよなら絶望戦士                                 | 玉井☆豪    | 木村哲            | 久慈悟郎 尋田耕輔 | 徳永さやか Yu Min zi 小澤円 丸山修二 井上高宏 Han Se Hwan Ryu Joong Hyeon 胡正林                                              | 井出直美松 本麻友子 小川茜                 |
| STAGE 11 | 城ヶ根御前の憂鬱                                 | 林壮太郎   | 島津裕行 本田美乃 | 山本陽介 井畑翔太 | 徳永さやか 清水空翔 小澤円 丸山修二 井上高宏 高橋徳詔 陣内美帆 Han Se Hwan Ryu Joong Hyeon                                    | 井出直美松 本麻友子 小川茜                 |
| STAGE 12 | 情熱☆フルーツ                                    | 荒川稔久   | 本多美乃 草川啓造 | 本多美乃 草川啓造 | 槙田路子 野村治嘉 徳永さやか 石丸史典 Yu Min Zi 清水空翔 丸山修二 小澤円 Han Se Hwan Ryu Joong Hyeon 井上高宏 高橋徳詔 是本晶 | 井出直美 松本麻友子 小川茜 小原充 本多美乃 |

## 放送局
| 放送期間                | 放送時間                     | 放送局         | 対象地域   | 備考                      |
| ----------------------- | ---------------------------- | -------------- | ---------- | ------------------------- |
| 2017年7月7日 - 9月29日  | 金曜 2:28 - 2:58（木曜深夜） | TBSテレビ      | 関東広域圏 | 製作局 / 字幕放送         |
| 2017年7月9日 - 10月1日  | 日曜 1:30 - 2:00（土曜深夜） | BS-TBS         | 日本全域   | BS放送                    |
| 2017年7月17日 - 10月2日 | 月曜 1:30 - 2:00（日曜深夜） | TBSチャンネル1 | 日本全域   | CS放送 / リピート放送あり |

## BD / DVD
| 巻 | 発売日         | 収録話          | 規格品番  | 規格品番  |
| 巻 | 発売日         | 収録話          | BD        | DVD       |
| -- | -------------- | --------------- | --------- | --------- |
| 1  | 2017年10月11日 | 第1話 - 第3話   | COXC-1156 | COBC-6976 |
| 2  | 2017年11月8日  | 第4話 - 第6話   | COXC-1157 | COBC-6977 |
| 3  | 2017年12月13日 | 第7話 - 第9話   | COXC-1158 | COBC-6978 |
| 4  | 2018年1月10日  | 第10話 - 第12話 | COXC-1159 | COBC-6979 |

## Web番組
『トキメキ感謝祭のトキメキチャレンジ！』は、2017年3月1日から5月31日までYouTubeにて配信されていた動画番組。出演はトキメキ感謝祭（石田晴香ほか4人）とセクシー齋藤。

## 漫画
『ヤングチャンピオン烈』（秋田書店）にて、2017年No.7からNo.11まで連載。作者はあずせ。また、同誌に同時掲載された『チアフルーツ「陽菜野新聞」』にて四コマ漫画『チアフル!!〜チアフルーツ日常編〜』が連載。作者は同じくあずせ。『チアフル!!』は、同社のWeb漫画配信サイト『チャンピオンクロス』にて2017年8月1日から2017年11月7日まで再掲載された。
- あずせ / チアフルーツ製作委員会 『アクションヒロイン チアフルーツ』 秋田書店〈ヤングチャンピオン烈コミックス〉、全1巻
  1. 2017年11月20日発売 ISBN 978-4-253-25665-0

## ゲーム
『リズムタップヒロインズ 〜アクションヒロイン チアフルーツ ver 〜』は、この作品の主題歌や劇中歌を使ったリズムゲームであり、2017年7月4日よりDecooによって配信された。

## コラボレーション
『ヘルプ!!!〜恋が丘学園おたすけ部〜』
ソーシャルゲーム。コラボイベントとコラボ縁結び（電子ガチャ）が2017年9月1日より実装された。
いすみ鉄道
第三セクター方式の鉄道事業者。作中に登場する鉄道のモデルとされており、2021年3月8日よりヘッドマーク車両が運行されたほか、大多喜駅や大原駅の売店にてコラボグッズが発売された。